# Zygiella indica
Zygiella indica là một loài nhện trong họ Araneidae.
Loài này thuộc chi Zygiella. Zygiella indica được miêu tả năm 1980 bởi Benoy Krishna Tikader & Bal.